# しけい
しけいとはゴムボールを用い、数人で屋根の上にボールを投げ上げて遊ぶ子供の遊び。

## 概要
名称の「しけい」とは文字通り罰ゲームの「死刑」に由来する。地域によっては、ボール捕球時に発する「止まれ」の掛声がそのまま遊びの名前になっている地域もある。他にも「こしけ」「屋根ゴロ」などの異称がある。主に昭和40年代に小学生の間で流行した。

## 遊び方
- 参加者はじゃんけんで最初にボールを投げる者を決定する。
- 最初の投球者は屋根の上にボールを投げ上げ、同時に、他の参加者の名前（若しくは番号）、すなわち「次のオニにしたい者」を宣言する。
- オニ以外の者は投球と同時に任意の方向へ逃亡すると共に、オニはボールを捕球に行く。地面に落とさず直接捕球できた場合、すぐさま屋根の上にボールを投げ、次のオニを宣言することができる。
- オニが直接捕球できなかった場合、ボールを捕球した時点で「止まれ！（あるいは”ストップ！”などそれに類ずる言葉）」を宣言する。逃亡者は掛声と共にその場に停止しなければならない。
- オニは逃亡者に対してボールを投げ、当たればオニが入れ替わる。投げられた方は両足を地に着けたまま体をよじるなどして回避するか、捕球に成功すればオニにはならない。投球前、オニに数歩（多くは3歩程度）の移動を認めるルールもある。
- このとき新たに決定されたオニにはペナルティが課され、このペナルティが規定の回数累積（多くは数点程度）した参加者は敗北し、罰ゲームの対象となる。地方よるが、1回目のペナルティを「いち(1)けい」と称し、以下「に(2)けい」「さん(3)けい」となり4度目の「し(4)けい」となった時点で罰ゲームの対象となることがこの遊びの名の由来になっている。

## 罰ゲーム
前述の通り、ペナルティが規定の回数累積した参加者には罰ゲームが課され、罰ゲーム自体を「しけい（＝死刑）」と称する。「磔」という地方もある。
- 敗者は、両手を左右に広げた状態（丁度、十字架の貼り付け様な格好）で皆に背を向け、先程までボールを投げていた屋根の下に位置する壁に自主的に壁に張り付く（ガラス窓などがあり器物破損が懸念される場合は他の壁をペナルティ実行場所とする場合もある）。
- 勝者は、予め定められた距離から敗者に強烈なボールを投げてペナルティが完了する。

## 駆け引き
本来、オニ以外の参加者はボールが屋根の上にあるあいだにできるだけ遠くに逃げるのが基本であるが、オニに直接捕球され、屋根に投げ上げられた場合リカバーが困難であるため、近場の遮蔽物に隠れるのが基本戦法となる。また、直接捕球に成功したオニは落下時間を短縮してリカバーを困難にするため、屋根の端ぎりぎりを狙って投げる、等のテクニックがある。また、屋根ではなく、ビルの壁の出来るだけ高い位置に直接ボールを投げて、相手の名前を呼ぶという遊技パターンも存在した。この場合、屋根上にボールが隠れてしまう事が無くなるため、戦略性は幾分は減少するが、それと引き替えに、直接的、且つ機敏な展開が好感された。